# 似凹齿龙属
似凹齒龍（屬名：Pararhabdodon）意為「類似凹齒龍」，是種衍化的鴨嘴龍超科，或是基礎鴨嘴龍科恐龍，化石發現於西班牙的Tremp地層，年代為上白堊紀的馬斯垂克階。似凹齒龍的化石大部分為脊椎，並且因為牠們的分類歷史而著名。

## 歷史
在1987年，M.L. Casanovas等人敘述了一批發現於西班牙東北部萊里達省Tremp地層的化石，包含一個頸椎、一些部分背椎、一個肱骨、以及一個破碎的肩胛骨，牠們將這些化石敘述為凹齒龍的一種（Rhabdodon sp.）。在這個地點新發現的化石，造成了新的重建，而M.L. Cladellas在1993年根據一個中段尾椎（編號IPS-SRA-15）將這種動物命名為伊索納似凹齒龍（Pararhabdodon isonense）。在當時，似凹齒龍被認為是類似凹齒龍的原始禽龍類恐龍。
在1994年於同一地點發現了新的化石材料，而M.L. Casanovas等人與Laurent等人在1997年先後將種名修正為isonensis。在Tremp地層第二個採石場發現的一個齒骨（編號IPS SRA 27）曾被歸類於似凹齒龍，現在被認為是種基礎賴氏龍亞科恐龍。Laurent等人將發現於法國奧德省的白堊紀最上地層的化石歸類於似凹齒龍，這些化石來自於不同年齡、不同個體，包含頜部碎片、脊椎、以及四肢骨頭，但並未包含在最近的研究中。此外，《The Dinosauria》書籍的第二版省略了似凹齒龍。
Head在2001年提出將似凹齒龍歸類於賴氏龍亞科的爭論，並認為牠們極可能是比賴氏龍亞科與鴨嘴龍亞科還原始的恐龍。Prieto-Marquez在2006年也做出相同的結論，並認為似凹齒龍是賴氏龍亞科與鴨嘴龍亞科的姐妹分類單元。Prieto-Marquez則將編號IPS SRA 27的齒骨建立為個別的屬，匙龍（Koutalisaurus），是一種更為衍化的鴨嘴龍科恐龍。根據Prieto-Marquez與Wagner的近年研究，匙龍可能是似凹齒龍的異名，而似凹齒龍則可能是種原始賴氏龍亞科恐龍，與中國的青島龍屬於同一次演化支。

## 古生物學
似凹齒龍可能是可用二足方式或四足方式行走的草食性恐龍，完全成長的個體身長可達6公尺。似凹齒龍的背椎與薦椎延長，因此牠們可能擁有高大的背部，如同其他鴨嘴龍科恐龍。因為化石的稀少，不能做出更多的科學結論。在西班牙發現的化石包含：一個上頜骨頭、四個頸椎、四個背椎、以及一個尾椎、一個薦骨、坐骨末端、以及一個肱骨。